# Lütje-Hörn-Klasse
Die Lütje-Hörn-Klasse bestand aus acht Hafenschleppern der Klasse 723, die von 1958 bis 1990 für die Bundesmarine im Dienst waren. Vier Schlepper wurden anschließend noch von der griechischen Marine eingesetzt.

## Allgemeines
Die „Hafenschlepper, klein (300 PS)“ der Klasse 723 wurden im Rahmen des ersten Hilfsschiffsprogramms von 1955 für die Marinestützpunkte der neu aufgestellten Bundesmarine in Auftrag gegeben. Gebaut wurden die Schlepper parallel auf der Jadewerft in Wilhelmshaven, der Schiffs- und Bootswerft Schweers in Bardenfleth und der Schiffswerft Braun in Speyer. Benannt waren die Schlepper nach friesischen Inseln und Sandbänken. Der Rumpf war aus Stahl und durch vier Schotte in fünf Abteilungen unterteilt. Zwei Voith-Schneider-Propeller des Typs 14 ET 65 verliehen den Hafenschleppern eine gute Manövrierfähigkeit und einen Pfahlzug von 4 tbp.
Ab 1986 wurden die Einheiten nach und nach außer Dienst gestellt und durch die Nordstrand-Klasse ersetzt. Mit Ausnahme von Mellum und Trischen wurden die Schiffsnamen der Lütje-Hörn-Klasse von den neuen und größeren Hafenschleppern übernommen. Die an die griechische Marine abgegebenen Einheiten wurden 1991 mit dem Dockschiff Condock III nach Griechenland überführt.

## Einheiten
| Schiffsnummer | Name       | Kennung | Bauwerft / -Nr. | Dienstzeit                            | Verbleib                                            |
| ------------- | ---------- | ------- | --------------- | ------------------------------------- | --------------------------------------------------- |
| 723/01        | Lütje Hörn | Y 812   | Jadewerft / 53  | 1. Oktober 1958 – 18. Dezember 1990   | 1993–2009 als Pilefs (A 413) im Dienst              |
| 723/02        | Mellum     | Y 813   | Schweers / 6339 | 10. November 1958 – 20. Dezember 1990 | als Minos (A 436) im Dienst. Status unbekannt       |
| 723/03        | Knechtsand | Y 814   | Braun / 652     | 22. Dezember 1958 – 18. Oktober 1990  | als Pelias (A 437) im Dienst. Status unbekannt      |
| 723/04        | Scharhörn  | Y 815   | Jadewerft / 54  | 2. Januar 1959 – 2. August 1990       | 1993–2009 als Aegifs (A 413) im Dienst              |
| 723/05        | Vogelsand  | Y 816   | Schweers / 6340 | 26. Januar 1959 – 16. Februar 1987    | Über VEBEG an Kerkhove in die Niederlande verkauft  |
| 723/06        | Nordstrand | Y 817   | Jadewerft / 55  | 25. Februar 1959 – 1. November 1986   | Über VEBEG an die Eberhardt-Werft in Arnis verkauft |
| 723/07        | Trischen   | Y 818   | Braun / 654     | 7. April 1959 – 20. Dezember 1990     | als Ersatzteillager verwendet                       |
| 723/08        | Langeness  | Y 819   | Braun / 655     | 29. April 1959 – 15. Januar 1987      | Deutsches Marinemuseum                              |